# Microregiunea Makó
Microregiunea Makó (în maghiară Makói kistérség) a fost o microregiune statistică (kistérség) din județul Csongrád, Ungaria.
Cu o populație de 45.572 locuitori și o suprafață de 703,74 km2, aceasta a existat până în 2014, când în Ungaria, microregiunile ”kistérségek” au fost înlocuite de districte (járások).